# Тбилисский проспект
Тбилисский проспект (азерб. Tbilisi prospekti; в прошлом Сарайинское шоссе) — один из проспектов Баку. Тянется от Московского проспекта до улицы Бакиханова.

## История
13 сентября 1963 года по решению Исполнительного комитета совета народных депутатов Баку было принято решение переименовать Сарайинское шоссе в Тбилисский проспект. 14 июня 2004 года распоряжением № 125 мэра азербайджанской столицы Гаджибалы Абуталыбова, часть Тбилисского проспекта была переименована в Московский.
В 2024 году на проспекте была организована специальная полоса движения для автобусов: нанесена соответствующая разметка и установлены дорожные знаки.

## Достопримечательности
- Памятник Мехти Гусейн-заде.
- Спортивно-концертный комплекс имени Гейдара Алиева.